# Chiesa di San Giuseppe (Caserta)
La chiesa di San Giuseppe è una delle chiese di Caserta.

## Storia e descrizione
La chiesa di San Giuseppe, simile per conformazione a quella della vicina chiesa di San Bartolomeo, si trova nella frazione di Centurano, zona est della città. È stata eretta tra il 1780 e il 1796 per richiesta esplicita degli abitanti del luogo al re Ferdinando IV. La facciata della chiesa è caratterizzata da un portale in pietra chiara, sovrastato da un finestrone ad arco e da due finestre circolari chiuse da grate. A coronamento del prospetto è presente un timpano triangolare con al centro un'ulteriore piccola finestra di forma ellittica. L'interno ad un'unica navata chiusa dalla zona absidale. La torre campanaria, posta al lato destro, è suddivisa in tre registri e termina con bucature. Tra i maggiori elementi di arredo sacro, la statua di san Giuseppe e alcune maioliche pregiate.